# Peregrine Bertie, 13. Baron Willoughby de Eresby

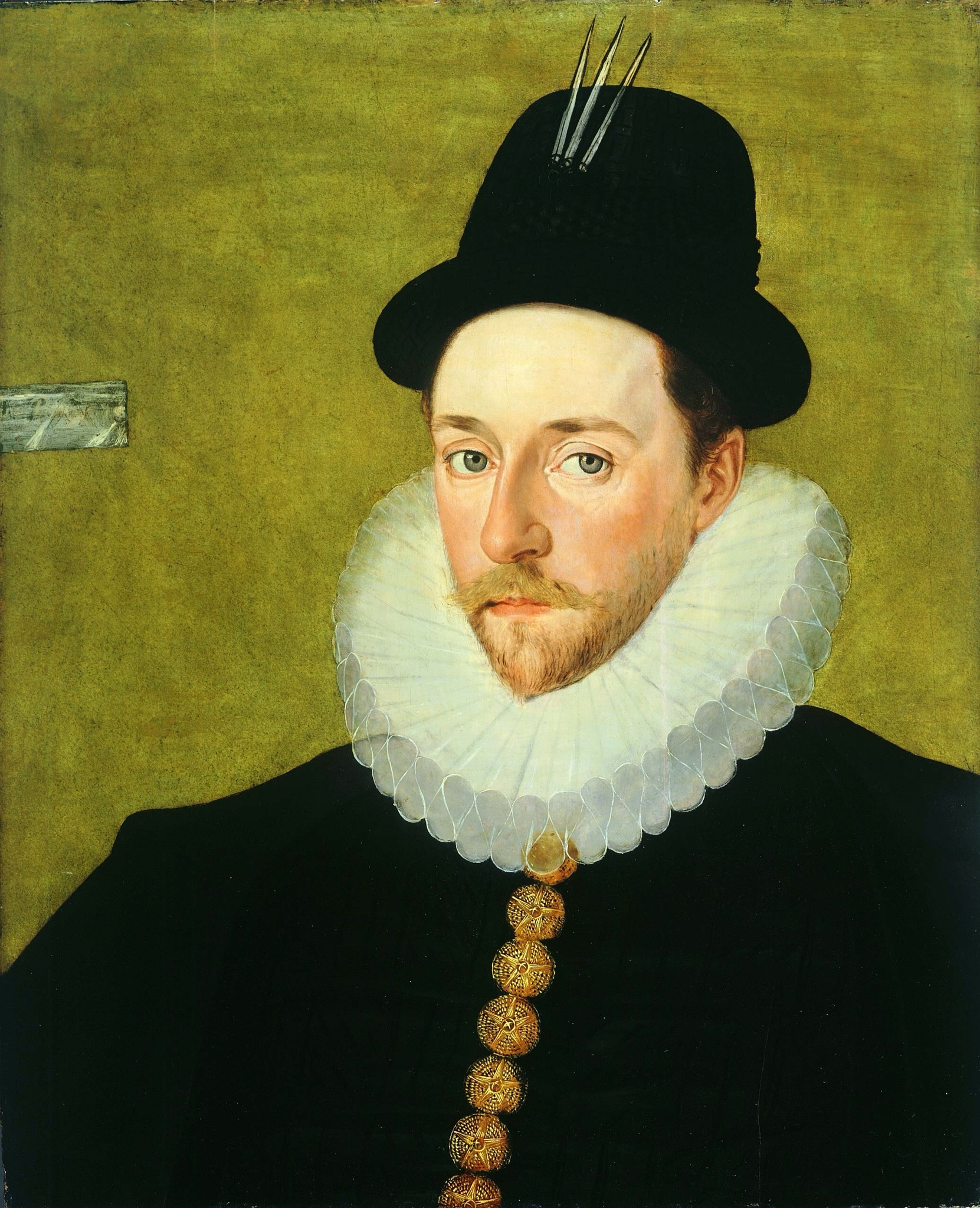
Peregrine Bertie, 13. Baron Willoughby de Eresby, Gemälde von Robert Peake um 1589

Peregrine Bertie, 13. Baron Willoughby de Eresby (latinisiert auch Peregrinus Bertie, * 12. Oktober 1555 in Wesel; † 25. Juni 1601 in Berwick-upon-Tweed) war ein englischer Adliger, Diplomat und Militär.

## Leben
Peregrine war der Sohn von Richard Bertie und Katherine Willoughby, 12. Baroness Willoughby de Eresby. Seine Mutter war in erster Ehe mit Charles Brandon, 1. Duke of Suffolk verheiratet gewesen. Brandon war insgesamt dreimal verheiratet, durch seine (zweite) Ehe mit Mary Tudor stand er mit dem englischen Königshaus in verwandtschaftlicher Beziehung. Peregrines Halbgeschwister aus dieser ersten Ehe der Mutter waren vor ihrer zweiten Eheschließung verstorben. 
Katherine Willoughby war Anhängerin und einflussreiche Unterstützerin des strengen calvinistischen Protestantismus. Zu Beginn des Jahres 1555 flohen sie und ihr zweiter Ehemann mit ihrer kleinen Tochter Susan aus England, um der Verfolgung durch die katholische Königin Maria I. zu entgehen. Zuflucht fanden sie zunächst in der Hansestadt Wesel im Herzogtum Kleve am Niederrhein. Am 12. Oktober 1555 wurde Peregrinus Bertie dort geboren und zwei Tage später durch Hendrik van Bommel in der Mathenakirche getauft. Die Bedeutung seines Vornamens (etwa „Fremdling“, „Wanderer“ oder „Pilger“) verweist auf die Situation, in der sich die Familie damals befand. Spätestens Ende März 1557 verließ die Familie Wesel und zog über Straßburg und Frankfurt am Main weiter nach Polen. Nach der Thronbesteigung von Elisabeth I. konnte die Familie 1558 nach England zurückkehren, 1559 wurde Peregrine dort als englischer Untertan naturalisiert.
In den späten 1570er Jahren heiratete Bertie Lady Mary de Vere († 1627), Tochter des John de Vere, 16. Earl of Oxford. Beim Tod seiner Mutter im Jahr 1580 erbte er ihren Adelstitel als 13. Baron Willoughby de Eresby und wurde dadurch Mitglied des House of Lords. Seinen Sitz nahm er erstmals am 16. Januar 1581 ein. 1582 begann seine Tätigkeit als Diplomat, als welcher er im Auftrag der englischen Krone durch Europa reiste. In seinem ersten Jahr in dieser Funktion reiste er unter anderem nach Dänemark, um mit dem dortigen König Friedrich II. die englisch-dänischen Handlungsbeziehungen zu besprechen. Außerdem hatte er den Auftrag, dem dänischen König den Hosenbandorden zu überreichen. Zwischen Juni 1585 und März 1586 führte ihn eine weitere diplomatische Mission nach Norddeutschland und abermals an den dänischen Hof. 1586 bis 1589 nahm er als Militärkommandeur in Flandern an den Kämpfen des Achtzigjährigen Krieges teil, in dem England die protestantische Niederlande gegen die katholische Spanien unterstützte. 1590 unterstützte er mit einer Einheit den protestantischen französischen König Heinrich IV. im Achten Hugenottenkrieg. Um 1597 wurde er Kommandant der Festung von Berwick-upon-Tweed, der nördlichsten Stadt Englands an der schottischen Grenze. Bertie starb dort im Juni 1601 und wurde in Spilsby, Lincolnshire, neben seinen Eltern bestattet.
Aus seiner Ehe mit Lady Mary de Vere hatte er sechs Kinder:
- Robert Bertie, 1. Earl of Lindsey, 14. Baron Willoughby de Eresby (1582–1642);
- Hon. Sir Peregrine Bertie of Belton († 1640);
- Hon. Henry Bertie of Lound († 1655);
- Hon. Vere Bertie;
- Hon. Roger Bertie;
- Hon. Catharine Bertie († 1611), ⚭ Lewis Watson, 1. Baron Rockingham (1584–1653).

Seine Witwe heiratete um 1605 Sir Eustace Hart († 1634).